# Poliperchon

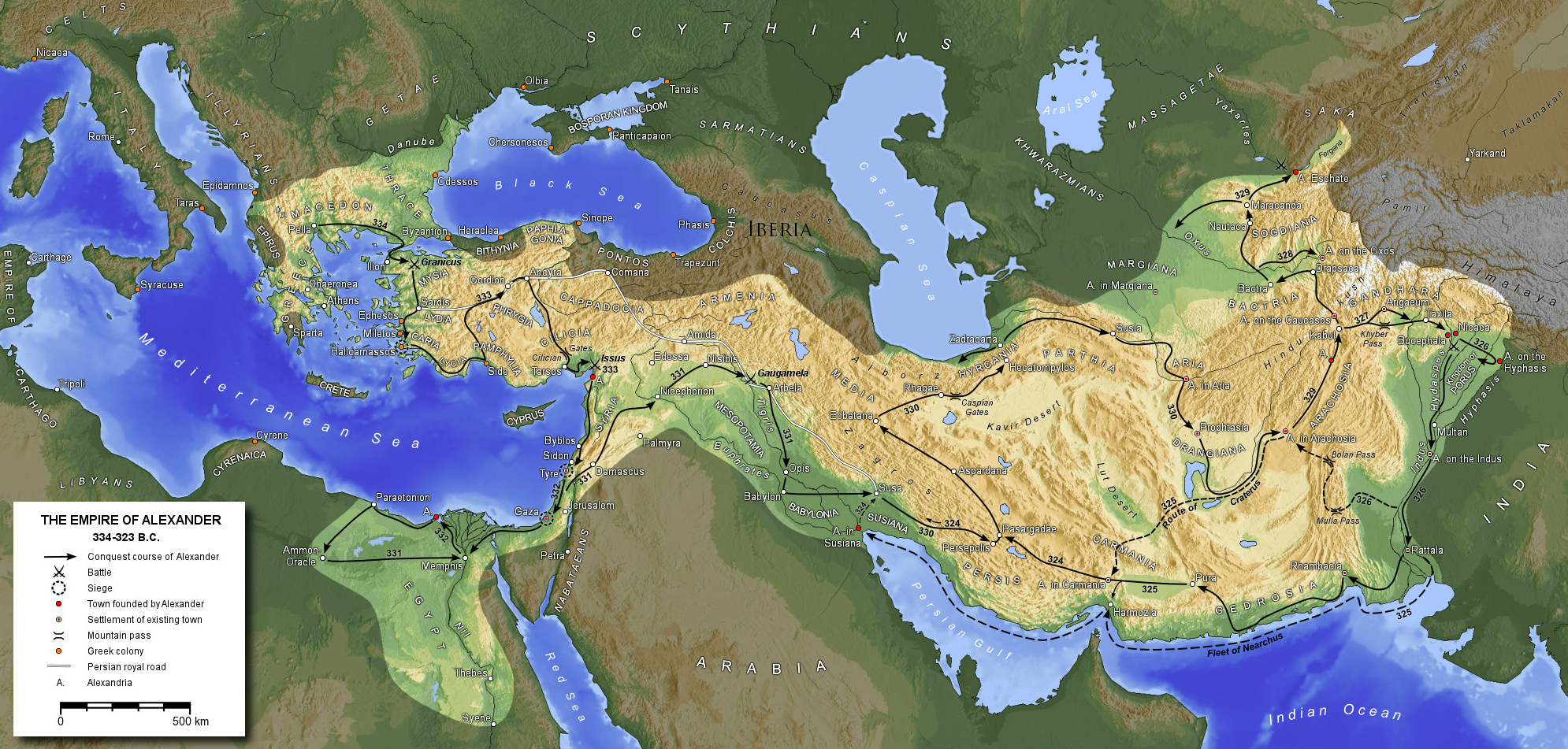
Mapa Imperium Aleksandra Macedońskiego

Poliperchon (Polyperchont) (ur. ok. 380 p.n.e., zm. 301 p.n.e.) – wódz macedoński, oficer w armii Filipa II i Aleksandra Wielkiego, uczestnik wojen diadochów.
Wyznaczony na regenta w 319 p.n.e. przez umierającego Antypatra został opiekunem formalnych władców imperium Aleksandra Wielkiego: Filipa Arridajosa i Aleksandra IV. Nie zyskał jednak poparcia innych wodzów macedońskich, w szczególności Kassandra syna Antypatra, który zawarł sojusz z Antygonem i Ptolemeuszem. Poliperchon z kolei sprzymierzył się z Eumenesem i dwa obozy starły się w drugiej wojnie diadochów. Poliperchon, starając się pozyskać miasta greckie, zrezygnował z polityki Antypatra instalowania w poleis tyranów sprzyjających Macedonii, zezwalając na usunięcie, wspieranych przez swego poprzednika na stanowisku regenta, oligarchów. Po dłuższej nieobecności ponownie pojawia się na scenie wydarzeń jako jeden z oficerów Antygona. Ma także w zanadrzu pewien atut: Heraklesa, nieprawego syna Aleksandra Wielkiego i jego kochanki Barsiny. Był on wówczas ostatnim żyjącym potomkiem Aleksandra Wielkiego. Sprawiło to kłopot dla Kasandra, który po wyeliminowaniu Aleksandra IV sądził, że pozbył się raz na zawsze rodu Argeadów. Poliperchon mając dostęp do majątku Antygona, mógł teraz zaciągnąć dużą armię oraz przeciągnąć sojuszników Kasandra na swoją stronę. Dawny regent Macedonii widział w nim wielkie zagrożenie, więc złożył mu propozycję rozejmu. Zaoferował Poliperchonowi objęcie stanowiska głównodowodzącego na Peloponezie, przywrócenie dawnego majątku i obiecał mu pierwsze po nim miejsce w państwie, a dla przypieczętowania umowy zażądał zabicia Heraklesa. Poliperchon zgodził się na ten haniebny rozejm i rozkazał zamordować chłopca. Po tych wydarzeniach część sprzymierzeńców opuściła Poliperchona. Wydarzenia te mocno nadwyrężyły jego prestiż. Ostatecznie wrócił na Peloponez. W późniejszych walkach stanął po stronie Kassandra przeciwko Antygonowi i Demetriuszowi Poliorketesowi. Później źródła o nim milczą.